# Bordères-sur-l’Échez
Bordères-sur-l’Échez – miejscowość i gmina we Francji, w regionie Oksytania, w departamencie Pireneje Wysokie.
Według danych na rok 1990 gminę zamieszkiwały 3893 osoby, a gęstość zaludnienia wynosiła 244 osób/km² (wśród 3020 gmin regionu Midi-Pireneje Bordères-sur-l’Échez plasuje się na 79. miejscu pod względem liczby ludności, natomiast pod względem powierzchni na miejscu 722.).